# Franciszek Ksawery Sapieha
Pour les articles homonymes, voir Sapieha.
Franciszek Ksawery Sapieha (né vers 1741 – mort le 10 février 1808 à Cienkowice), membre de la noble famille Sapieha, voïvode de Smolensk, membre de la Confédération de Targowica

## Biographie
Franciszek Ksawery Sapieha est le fils d'Ignacy Sapieha et d'Ana Krasicka.
En 1750, il étudie à Varsovie, après quoi il commence sa carrière militaire. Il est nommé lieutenant en 1763 et colonel en 1768.
En 1773, il reçoit l'ordre de Saint-Hubert. En 1791 il est nommé voïvode de Smolensk et reçoit l'ordre de Saint-Stanislas.

## Mariage et descendance
En 1768, il épouse Teresa Suffczyńska qui lui donne pour enfants:
- Anna Agnieszka (née en 1760), épouse de Józef Mier
- Tekla Anna (née en 1770), épouse de Ignacy Cetner
- Jan Aleksander (1775-1825)
- Mikołaj (1779-1843)
- Paweł (1781-1855) général polonais de la Révolution et de l’Empire

En 1796, il épouse en secondes noces Kasilda Zaleska

## Sources
- Notices d'autorité :   - VIAF
  - Pologne
  - NUKAT

- (pl) Cet article est partiellement ou en totalité issu de l’article de Wikipédia en polonais intitulé « Franciszek Ksawery Sapieha » (voir la liste des auteurs).

- (lt) Cet article est partiellement ou en totalité issu de l’article de Wikipédia en lituanien intitulé « Pranciškus Ksaveras Sapiega » (voir la liste des auteurs).